# Hospital Universitário da Universidade de São Paulo
O Hospital Universitário da Universidade de São Paulo (HU-USP) é um hospital-escola vinculado à Universidade de São Paulo, localizado na Cidade Universitária Armando de Salles Oliveira, em São Paulo.
Tem como objetivo primordial servir de campo de estudo e prática para estudantes da área da saúde oriundos da Faculdade de Medicina, da Escola de Enfermagem, da Faculdade de Ciências Farmacêuticas, da Faculdade de Odontologia, da Faculdade de Saúde Pública e do Instituto de Psicologia da USP.
Embora não integre formalmente o Sistema Único de Saúde, o HU-USP presta assistência como hospital comunitário gratuitamente para a comunidade de bairros nas imediações, além da comunidade universitária uspiana.
Idealizado em 1966, o HU-USP foi concluído em 1978 e entrou em funcionamento a partir de agosto de 1981 com atendimento para laboratório clínico, pediatria, ginecologia e obstetrícia. Em 1985, passou a contar com clínica médica e a clínica cirúrgica. Ao longo de sua história, foi ampliando o leque de especialidades oferecidas à população.

## Instalações
- 258 leitos
- UTI de adultos com 21 leitos
- UTI Pediátrica com 16 leitos
- Centro Cirúrgico com 7 leitos de recuperação e 9 salas
- Centro Obstétrico com 4 salas
- Ambulatório com 57 consultórios
- 17 salas de aula distribuídas por todo o hospital
- 5 anfiteatros